# Наттфари
Наттфари (др.-сканд. Náttfari, [ˈnɑːtːˌfɑre]; современный исландский: [ˈnauhtˌfaːrɪ]; ок. 835) — член экипажа Гардара Сваварсона, который сбежал от него и, вероятно, стал первым постоянным жителем Исландии в IX веке. Самый ранний рассказ о нём содержится в Книге о заселении Исландии XI века.
Наттфари спасся, когда Гардар отплыл к Гебридским островам с только что открытого острова, который он назвал Островом Гардара (др.-сканд. Garðarshólmi), ныне известного как Исландия. Когда Гардар Сваварссон покинул Исландию после зимовки весной 870 года, двигаясь на восток в сторону Норвегии, от его корабля отошла лодка, на которой был Наттфари с рабом и рабыней. Наттфари поселился в местечке, которое теперь известно как Науттфаравик — бухта в заливе Скьяульванди, расположенная прямо напротив города Хусавик.